# Майяр, Луи Камиль
Луи Камиль Майяр (фр. Louis Camille Maillard; 4 февраля 1878 г., Понт-а-Муссон — 12 мая 1936 г., Париж) — известный французский учёный и врач.

## Начало карьеры

Луи Камиль Майяр, 1894 (лицейское фото).

Луи Камиль Майяр окончил лицей Пуанкаре (Нанси) в 1894 году бакалавром (bachelier, то есть успешно сдав необязательный выпускной экзамен) по литературе и философии.
Благодаря своим выдающимся способностям уже в 16 лет был зачислен на факультет наук Университета Нанси. Майяр окончил факультет наук с серебряной медалью в 1897 году. Здесь он достиг больших успехов в естественных науках, особенно в химии. Его первая научная работа была посвящена влиянию известняка на растения.
В 1897 году он начал свою работу на факультете медицины Университета Нанси. Здесь он получил диплом по специальности зоология (1899). Уже в возрасте 20 лет Майяр сделал свой первый научный доклад на международном конгрессе в Кембридже.
С 1902 года под руководством Армана Готье Майяр начал свою научную карьеру на факультете медицины Парижского университета.

## Научная деятельность
Работая в области физиологии, в частности, исследуя метаболизм мочевины и в целом заболевания почек, Майяр создал теорию «урогенного несовершенства» и ввёл концепцию коэффициента Майяра или «индекса урогенного несовершенства». Его работы в этой области оказались исключительно своевременными для диагностики почечных нарушений. Коэффициент Майяра использовался нефрологами вплоть до 1950-х годов.
С 1910 года Майяр начал исследования реакций между аминокислотами и сахарами. В 1913 году он защитил на эту тему докторскую диссертацию. Его исследования были также связаны с пищевой промышленностью и происхождением вкуса пищи.
В то время важность исследованной Майяром реакции не была оценена. Однако после Второй мировой войны реакция между аминокислотами и сахарами, происходящая при термической обработке пищи, была исследована более подробно, и пионерские работы Майяра были оценены по достоинству. Этот процесс был назван реакцией Майяра. Реакция Майяра приводит к образованию многочисленных веществ, которые и вызывают специфический вкус и аромат у продуктов, подвергнутых термической обработке, включая образование румяной корочки (жарка, барбекю, выпечка).
В 1980-х годах было обнаружено, что реакция Майяра протекает и в живых организмах. Её продукты (приводят) к различным нарушениям работы организма и возникают в частности при диабете из-за высокого уровня сахара в крови.

## Первая мировая война и послевоенная судьба
Судьба учёного резко поменялась с началом Первой мировой войны. Буквально с первых дней войны Майяр записался рядовым солдатом во французскую армию (август 1914). Однако вскоре был переведён на службу в госпиталь Валь-де-Грас, в подразделение, занимавшееся противотифозной защитой и вакцинацией. В результате Майяр сам заразился и переболел тифом. За службу в армии Майяр был награждён орденом Почётного легиона (la Légion d’Honneur, 1916).
В 1919 году Майяр покинул Париж и переехал на факультет медицины Университета Алжира (Алжир), где возглавил кафедру биологической химии и токсикологии и где работал до конца своей жизни. Однако по неизвестным причинам с этого времени Майяр полностью отошёл от науки и больше не занимался исследованиями.
Луи Камиль Майяр умер в 1936 году в Париже. Похоронен в Понт-а-Муссоне.